# 假记忆体综合征
假记忆体综合症（英語：False memory syndrome）是一个人确信自己的身份和人与事实不符的一种心理疾病。这个词语最先由Peter J. Freyd提出，后来由假记忆体综合症基金会（FMSF）发扬光大。这个名词不被任何医学手冊（如ICD-10或DSM-5）所认定是一种精神疾病。然而，记忆可由外在影响而被重塑，这是学界公认的原则。
假记忆也许是恢复记忆疗法（在1990年代同样由FMSF定义的词语，描述了一大类倾向于创造交谈机会的疗法）的结果。对于此理论产生具有决定性影响的几位人士有：法庭心理学家Ralph Underwager、心理学家Elizabeth Loftus和社会学家Richard Ofshe。假记忆体综合征并不被认为是一个正式的心理健康的诊断，但是记忆能被外界影响改变的原理却被科学家压倒性的接受了。

## 定义
FMS是有争议的。它并不属于精神障碍诊断与统计中由Paul.R.Mchugh提出的FMSF的其中一种。陈述了这个概念由于相关的委员会以恢复记忆疗法的相信者为首，并不被第四版手册采纳的现状。